# MTV (India)
MTV India es un canal de televisión de pago de la India que se especializa en programación de música, realidad y cultura juvenil. Fue lanzado en 1996 como la versión india de MTV y es propiedad de Viacom 18, una operación conjunta entre el propietario de MTV International, ViacomCBS, y TV18 de Reliance Industries. La mayor parte de la programación del canal se produce en hindi. MTV India tiene su sede en Vile Parle en Mumbai.

## Canales relacionados
En 2014, Viacom 18 lanzó Pepsi MTV Indies, un canal de música independiente y subcultural en asociación con PepsiCo.
En 2016, MTV Indies fue reemplazada por MTV Beats, un canal exclusivo de música las 24 horas. Después de su lanzamiento, MTV India cambió su enfoque en la transmisión de series de telerrealidad.

## VJs

### Actual
- Anusha Dandekar
- Benafsha Soonwalla[5]
- Baseer Ali
- Gaelyn Mendonca
- Nikhil Chinapa[6]
- Rannvijay Singh
- Varun Sood

### Ex
- Amrita Arora[7]
- Ayushmann Khurrana
- Bani J
- Cyrus Broacha
- Cyrus Sahukar
- Deepti Gujral[8]
- José Covaco
- Mini Mathur
- María Goretti[9]
- Nafisa Joseph[10]
- Malaika Arora
- Mia Uyeda
- Rhea Chakraborty
- Tesoro de Shenaz
- Siddharth Bhardwaj
- Soniya Mehra[11]
- Sophie Choudry
- Sunanda Wong[12]

## Premios
- Premios de cine Fully Falto
- Premios MTV Style de Lycra
- MTV Imnies
- MTV VMAI
- MTV Youth Icon of the Year

## Películas de MTV Fully Faltoo
MTV produjo una serie de películas de parodia bajo el lema de MTV Fully Faltoo Films. La primera película Ghoom, una parodia de la película Dhoom de 2004, se estrenó en cines el 2 de junio de 2006. Tres películas de parodia más "Jadoo Ek Bar" (Jodhaa Akbar), "Bechaare Zameen Par" (Taare Zameen Par) y "Check De India" (Chak De! India) se emitieron en MTV bajo el título "Fully Faltoo Film Festival" el 20 de septiembre de 2008. al 4 de octubre de 2008.